# Jean Mainbourg
Jean Mainbourg, né à Bernay le 28 novembre 1927 et mort à Paris le 19 avril 2016, est un photographe français, connu pour ses nombreux portraits de personnalités du monde du spectacle et de la politique.

## Biographie
Jean Mainbourg effectue ses classes secondaires à Bernay avant d'intégrer le Centre Régional d'Instruction et d'Organisation du Train (CRIOT 8) près de Lyon, en tant que volontaire au peloton des élèves gradés et photographe.
Élève de René Simon au cours du même nom en 1952, il hésite à entamer une carrière de comédien avant de devenir l'assistant du photographe Jean-Marie Marcel, dont il reprendra le studio au 16 place Vendôme à Paris, tout en collaborant avec l'agence Rapho.
Photographe attitré de Pathé-Marconi dès 1952, il photographie le président Vincent Auriol visitant la kermesse Rhin et Danube, le retour en France d'Herbert von Karajan et le général Eisenhower, ainsi que toutes les stars de la chanson des années 1950.
Il est, le 21 février 1959, le coauteur avec Jean-Marie Marcel, du portrait officiel du général de Gaulle dans la bibliothèque du Palais de l’Élysée,. 
Ses photos célèbres de la construction du paquebot France la même année, font aujourd'hui partie des collections de l'agence Gamma-Rapho.
Au fil des années, Jean Mainbourg reprend les fonds et droits iconographiques des photographes Max Micol, Jean-Marie Marcel, Claude Poirier. Pendant près de 40 ans, il immortalise les grands artistes de Pathé-Marconi, réalise des clichés de pochettes de disques, photographie les productions de Thomson, d'ELF et de bien d'autres.
Jean Mainbourg meurt à Paris XVe le 19 avril 2016 dans sa quatre-vingt-neuvième année. Il repose avec son épouse Françoise au cimetière du Gué-de-Longroi en Eure-et-Loir.
Jean Mainbourg est l'auteur de près de 250 000 photographies.

### Vie personnelle
Jean Mainbourg est le beau-frère du scientifique Marcel Baltazard.

## Personnalités photographiées
(Liste non exhaustive)
Alain Bombard, l'abbé Pierre, Yvette Horner, Bourvil, Michel Serrault, Jean Poiret, Georges Jouvin, Luis Mariano, Georges Guétary, Tino Rossi, Édith Piaf, Charles Dumont, André Claveau, Annie Cordy, Yvette Giraud, Mathé Altéry, Jacqueline Boyer, Marie-Josée Neuville, les Compagnons de la chanson, Jo Privat, Django Reinhardt, André Persiani, Aimé Barelli, Franck Pourcel, les Petits Chanteurs à la croix de bois, Gilbert Bécaud, Henri Tisot, Line Renaud, Salvatore Adamo, Michel Berger, Carlos, Enrico Macias, Richard Anthony, Les Chats Sauvages et Dick Rivers, Minou Drouet, Gloria Lasso, Jean Cocteau, Charles Trenet, Barbara, Françoise Fabian, Louis de Funès, Cécile Aubry, François Périer, Marcel Bozzuffi, Jean-Pierre Cassel, Marcel Pagnol, Jacqueline Pagnol, Jean Le Poulain, Roger Pierre et Jean-Marc Thibault, Raymond Devos, François Deguelt, Robert Lamoureux, Yves Montand, Simone Signoret, Jacques Becker, Gérard Philipe, Marguerite Long, Florent Schmitt, Arthur Honegger, André Cluytens, Boris Christoff, Victoria de los Ángeles, Witold Małcużyński, Igor Markevitch, Leopold Stokowski, Leonard Bernstein, Míkis Theodorákis, Herbert von Karajan, Samson François, Setrak,  Pierre Bourgeois, Dwight Eisenhower, Vincent Auriol, René Coty, Charles de Gaulle, Valéry Giscard d'Estaing, François Mitterrand.

## Anecdote
Jean Mainbourg a photographié Bourvil à de nombreuses reprises, pour des illustrations de pochettes de disques ou de films. Lorsque le photographe se rendait à l'appartement de l'artiste boulevard Suchet dans le 16e arrondissement de Paris, Bourvil avait l'habitude de s'exclamer « Voilà Mainbourg pour Raimbourg ! ».

## Théâtre
Jean Mainbourg est membre de troupes de théâtre amateur, ayant donné lieu à la mise en scène de plusieurs pièces, au sein de la Compagnie du petit-theâtre (1992-2005) et de la Compagnie de l'accent circonflexe (1994-2010).

## Œuvres
Livres
- 2001 : Les aventures de Séraphin Laburette, souvenirs d'un enfant de chœur, éditions Charles Corlet  (ISBN 2-84706-010-3).
- 2003 : Souvenirs d'un photographe, édition hors commerce.
- 2007 : Balta, aventurier de la peste : Marcel Baltazard - 1908-1971, éditions L'Harmattan  (ISBN 978-2-296-02716-9).

Photographies
- 1993 : Un photographe se souvient, série de 16 cartes postales-photographies n&b au format 10x15, présentées dans un emboitage cartonné, Imprimerie IPR.

Expositions
- 1992 : Un photographe se souvient, Mairie du XVIe ardt. de Paris, du 6 au 11 avril.
- 1993 : Un photographe se souvient, Abbatiale de Bernay, du 23 janvier au 10 février.
- 1995 : Bernay, hier et aujourd'hui, Mairie de Bernay, du 1er juillet au 21 août[7].
- 1995 : Le 16e d'hier à aujourd'hui, Mairie du XVIe ardt.de Paris, du 9 au 21 novembre.

### Note
1. ↑  Jean-Marie Marcel (fils adoptif du philosophe Gabriel Marcel) né en 1917, mort en juin 2012 à l’âge de 94 ans à Paris, connu pour son portrait officiel en 1959 du premier président de la Ve République française, Charles de Gaulle, en civil, avec l’Ordre de la Libération autour du cou.